# Liga Femenina de Baloncesto de las Américas
La Liga Femenina de Baloncesto de las Américas (en inglés: Women's Basketball League Americas; WBLA) es el máximo torneo de clubes femeninos de baloncesto de FIBA Américas, y se disputa a partir de 2023.
La temporada inaugural de la Women's Basketball League Americas (WBLA) contó con la participación de ocho clubes, de los cuales, cuatro equipos representaron Sudamérica y cuatro equipos representaron la Región Centroamericana y del Caribe. Los grupos se dividieron utilizando principios geográficos.

## Historia

### Sus inicios
El lanzamiento oficial del torneo fue en Miami, Estados Unidos en la Oficina Regional de FIBA en las Américas. Esta liga recién formada desempeñará un papel fundamental en fortalecer el compromiso de FIBA con las mujeres en el baloncesto y elevar el deporte femenino en la región.
La Women's Basketball League Americas (WBLA) servirá como plataforma para el desarrollo del baloncesto femenino en las Américas y actuará como la única Liga Continental de Clubes. Esta gesta representa un paso significativo para fomentar el crecimiento y las oportunidades para el baloncesto femenino en toda la región.
En conjunto con la Liga Sudamericana de Clubes Femenino, la WBLA complementará las iniciativas existentes destinadas a fomentar y promover el juego para las mujeres. Además, esta liga ayudará a crear un ecosistema sostenible para el baloncesto femenino en las Américas.

## Formato de competencia
La temporada inaugural contó con la participación de ocho clubes divididos en dos grupos utilizando principios geográficos.
Después de la conclusión de la fase de grupos, los dos mejores equipos de cada grupo se clasificaron para el Final 4, reuniendo a los mejores equipos de la competencia en un enfrentamiento intenso para determinar al primer campeón.

## Campeones

### Títulos por año
| Temporada | Edición | Sede final | Campeón              | Resultado | Subcampeón       | Tercero       | Cuarto            | MVP                                   |
| --------- | ------- | ---------- | -------------------- | --------- | ---------------- | ------------- | ----------------- | ------------------------------------- |
| 2023      | I       | Rionegro   | Indeportes Antioquia | 74-54     | Club Malvín      | U de Chile    | Centauros         | Mabel Martínez (Indeportes Antioquia) |
| 2024      | II      | Medellín   | Indeportes Antioquia | 61-53     | Bay Area Phoenix | Unión Florida | Sportiva Italiana | Carolina López (Indeportes Antioquia) |